# Adrián Bone
Adrián Bone (Esmeraldas, 8 de setembro de 1988), é um futebolista Equatoriano que atua como goleiro. Atualmente, joga pelo Emelec.